# Collegio di South Antrim
South Antrim è un collegio elettorale nordirlandese della Camera dei Comuni del Parlamento del Regno Unito. Elegge un membro del Parlamento con il sistema maggioritario a turno unico. Il rappresentante del collegio, dal 2024, è Robin Swann del Partito Unionista dell'Ulster.

## Estensione
Dal 1885 questo collegio fu una delle quattro divisioni dell'ex collegio di Antrim; comprendeva le baronie di Massereene Upper, Massereene Lower e Antrim Upper, oltre a parti delle baronie di Upper Toome e Belfast Upper, e la parte del Parliamentary Borough of Belfast che sorgeva nella contea di Antrim. Eleggeva un deputato al Parlamento del Regno Unito, e nel 1922 l'area fu sommata al nuovo collegio di Antrim.
Il collegio fu ricreato nel 1950 quando fu abolito il vecchio collegio di Antrim che eleggeva due deputati, in quanto si cercò di portare tutti i collegi ad essere uninominali. Il collegio fu ridotto di dimensioni alle elezioni del 1974, con la città di Carrickfergus e l'area compresa tra essa e Larne che furono trasferite al collegio di North Antrim. Inoltre, alcuni territori furono spostati all'interno di Belfast West. Nonostante questi cambiament, il seggio era divenuto un dei più estesi dell'intero Regno Unito all'epoca delle elezioni dell'Assemblea dell'Irlanda del Nord del 1982, e il suo elettorato era passato oltre i 131.000 elettori. Per le elezioni generali nel Regno Unito del 1983 l'Irlanda del Nord ricevette più seggi, e di conseguenza South Antrim fu significativamente ridotto, perdendo molti territori a vantaggio dei nuovi collegi di East Antrim e Lagan Valley, e sezioni minori finirono in Belfast West, Belfast North e Upper Bann. Il nuovo South Antrim che andò alle elezioni del 1983 constava pertanto di solo il 43% del vecchio collegio omonimo. Nel 1995 vu furono modifiche minime intorno ai confini con Belfast North e Belfast West. Alle elezioni generali nel Regno Unito del 2005 il collegio comprendeva interamente il distretto di Antrim e parte di Newtownabbey.
A seguito di consultazioni sulle modifiche ai confini dei collegi nordirlandesi, che alterarono South Antrim per le elezioni generali nel Regno Unito del 2010, il collegio è costituito da:
- Glenavy dell'area di governo di Lisburn
- Ballyclare North, Ballyclare South, Ballyduff, Ballynure, Ballyrobert, Burnthill, Carnmoney, Doagh, Hawthorne, Mallusk e Mossley di Newtownabbey
- il distretto di Antrim.

## Storia
South Antrim è in predominanza unionista, e un tempo era il collegio più forte a vantaggio del Partito Unionista dell'Ulster. Dal 1886 al 1974 i conservatori e unionisti costituirono alla Camera dei comuni un unico gruppo parlamentare, e rappresentarono continuativamente South Antrim.
Nel 1951 fu uno degli ultimi quattro seggi a non andare ad elezioni per via della presenza di un unico candidato; alle elezioni generali nel Regno Unito del 1979 James Molyneaux ebbe il maggiore vantaggio di ogni altro deputato del Regno Unito, anche aiutato dal grande elettorato del collegio.
Le modifiche ai confini del 1983 ridussero in qualche misura il voto agli Unionisti dell'Ulster, in quanto una porzione del collegio finì all'interno di Lagan Valley (dove si presentò Molyneaux), ma il collegio rimase fortemente unionista.
Tuttavia nell'aprile 2000 l'unionista in carica, Clifford Forsythe, morì all'improvviso. Le elezioni suppletive ebbero luogo durante una forte battaglia tra il Partito Unionista dell'Ulster (UUP) e il Partito Unionista Democratico (DUP) riguardo all'Accordo del Venerdì Santo, fu cui l'UUP era fortemente diviso. Il SUP non si era candidato nel collegio alle precedenti elezioni, ma in questa occasione candidò William McCrea, l'ex deputato di Mid Ulster che si era opposto al rifiuto del DUP di cooperare con Sinn Féin. Il ramo locale dell'UUP selezionò David Burnside per le elezioni; Burnside si era dichiarato a favore dell'Accordo al momento della firma, ma aveva poi cambiato idea durante la sua implementazione. Di conseguenza molti commentatori predissero che qualunque sarebbe stato il risultato, sarebbe stato un forte colpo al leader dell'UUP David Trimble. Con un'affluenza molto bassa, alla fine McCrea ottenne il seggio con poco vantaggio.
Burnside fu ricandidato alle elezioni generali nel Regno Unito del 2001, e conquistò il seggio da McCrea, aiutato dal voto tattito del Partito Social Democratico e Laburista e del Partito dell'Alleanza dell'Irlanda del Nord. Tuttavia il DUP voleva riottenere il seggio, e alle elezioni per l'Assemblea dell'Irlanda del Nord del 2003 riuscì a superare l'UUP di 298 voti. Alle elezioni generali nel Regno Unito del 2005 McCrea sconfisse Burnside nel loro terzo confronto; McCrea tenne il seggio alle elezioni generali del 2010 con un vantaggio ridotto. Il seggio fu riconquistato dall'UUP alle elezioni generali del 2015, a seguito della sconfitta di McCrea da parte di Danny Kinahan. Il DUP riottenne il seggio alle elezioni generali del 2017, con la sconfitta di Kinahan da parte di Paul Girvan.

## Membri del parlamento
| Elezione | Elezione          | Deputato                  | Partito               |
| -------- | ----------------- | ------------------------- | --------------------- |
|          | 1885              | William Ellison-Macartney | Conservatore          |
|          | 1886              | William Ellison-Macartney | Unionista Irlandese   |
| 1903 (S) | Charles Craig     |                           | Unionista Irlandese   |
|          | Charles Craig     | 1921 (S)                  | Unionista dell'Ulster |
|          | 1922              | Collegio abolito          | Collegio abolito      |
|          | 1950              | Collegio ricreato         | Collegio ricreato     |
|          | 1950              | Douglas Lloyd Savory      | Unionista dell'Ulster |
| 1955     | Knox Cunningham   |                           | Unionista dell'Ulster |
| 1970     | James Molyneaux   |                           | Unionista dell'Ulster |
| 1983     | Clifford Forsythe |                           | Unionista dell'Ulster |
|          | 2000 (S)          | William McCrea            | Unionista Democratico |
|          | 2001              | David Burnside            | Unionista dell'Ulster |
|          | 2005              | William McCrea            | Unionista Democratico |
|          | 2015              | Danny Kinahan             | Unionista dell'Ulster |
|          | 2017              | Paul Girvan               | Unionista Democratico |
|          | 2024              | Robin Swann               | Unionista dell'Ulster |

## Risultati elettorali

### Elezioni negli anni 2020
| Partito                    | Partito                            | Candidato                  | Risultati 4 luglio 2024 | Risultati 4 luglio 2024 |
| Partito                    | Partito                            | Candidato                  | Voti                    | %                       |
| -------------------------- | ---------------------------------- | -------------------------- | ----------------------- | ----------------------- |
|                            | UUP                                | Robin Swann                | 16 311                  | 38,01                   |
|                            | DUP                                | Paul Girvan                | 8 799                   | 20,51                   |
|                            | Sinn Féin                          | Declan Kearney             | 8 034                   | 18,72                   |
|                            | Alleanza                           | John Blair                 | 4 574                   | 10,66                   |
|                            | TUV                                | Mel Lucas                  | 2 693                   | 6,28                    |
|                            | SDLP                               | Roisin Lynch               | 1 589                   | 3,70                    |
|                            | Verde                              | Lesley Veronica            | 541                     | 1,26                    |
|                            | Aontù                              | Siobhán McErlean           | 367                     | 0,86                    |
|                            |                                    |                            |                         |                         |
| Iscritti                   | Iscritti                           | Iscritti                   | 77 058                  | 100,00                  |
| ↳ Votanti (% su iscritti)  | ↳ Votanti (% su iscritti)          | ↳ Votanti (% su iscritti)  | 43 153                  | 56,00                   |
| ↳ Astenuti (% su iscritti) | ↳ Astenuti (% su iscritti)         | ↳ Astenuti (% su iscritti) | 33 905                  | 44,00                   |
|                            |                                    |                            |                         |                         |
|                            | Esito: collegio passa da DUP a UUP |                            |                         |                         |

### Elezioni negli anni 2010
| Partito                    | Partito                          | Candidato                  | Risultati 12 dicembre 2019 | Risultati 12 dicembre 2019 |
| Partito                    | Partito                          | Candidato                  | Voti                       | %                          |
| -------------------------- | -------------------------------- | -------------------------- | -------------------------- | -------------------------- |
|                            | DUP                              | Paul Girvan                | 15 149                     | 35,25                      |
|                            | UUP                              | Danny Kinahan              | 12 460                     | 28,99                      |
|                            | Alleanza                         | John Blair                 | 8 190                      | 19,06                      |
|                            | Sinn Féin                        | Declan Kearney             | 4 887                      | 11,37                      |
|                            | SDLP                             | Roisin Lynch               | 2 288                      | 5,32                       |
|                            |                                  |                            |                            |                            |
| Iscritti                   | Iscritti                         | Iscritti                   | 71 743                     | 100,00                     |
| ↳ Votanti (% su iscritti)  | ↳ Votanti (% su iscritti)        | ↳ Votanti (% su iscritti)  | 42 974                     | 59,90                      |
| ↳ Astenuti (% su iscritti) | ↳ Astenuti (% su iscritti)       | ↳ Astenuti (% su iscritti) | 28 769                     | 40,10                      |
|                            |                                  |                            |                            |                            |
|                            | Esito: collegio confermato a DUP |                            |                            |                            |

| Partito                    | Partito                            | Candidato                  | Risultati 8 giugno 2017 | Risultati 8 giugno 2017 |
| Partito                    | Partito                            | Candidato                  | Voti                    | %                       |
| -------------------------- | ---------------------------------- | -------------------------- | ----------------------- | ----------------------- |
|                            | DUP                                | Paul Girvan                | 16 508                  | 38,24                   |
|                            | UUP                                | Danny Kinahan              | 13 300                  | 30,81                   |
|                            | Sinn Féin                          | Declan Kearney             | 7 797                   | 18,06                   |
|                            | Alleanza                           | Neil Kelly                 | 3 203                   | 7,42                    |
|                            | SDLP                               | Roisin Lynch               | 2 362                   | 5,47                    |
|                            |                                    |                            |                         |                         |
| Iscritti                   | Iscritti                           | Iscritti                   | 68 391                  | 100,00                  |
| ↳ Votanti (% su iscritti)  | ↳ Votanti (% su iscritti)          | ↳ Votanti (% su iscritti)  | 43 292                  | 63,30                   |
| ↳ Astenuti (% su iscritti) | ↳ Astenuti (% su iscritti)         | ↳ Astenuti (% su iscritti) | 25 099                  | 36,70                   |
|                            |                                    |                            |                         |                         |
|                            | Esito: collegio passa da UUP a DUP |                            |                         |                         |

| Partito                    | Partito                            | Candidato                  | Risultati 7 maggio 2015 | Risultati 7 maggio 2015 |
| Partito                    | Partito                            | Candidato                  | Voti                    | %                       |
| -------------------------- | ---------------------------------- | -------------------------- | ----------------------- | ----------------------- |
|                            | UUP                                | Danny Kinahan              | 11 942                  | 32,70                   |
|                            | DUP                                | William McCrea             | 10 993                  | 30,10                   |
|                            | Sinn Féin                          | Declan Kearney             | 4 699                   | 12,87                   |
|                            | Alleanza                           | Neil Kelly                 | 3 576                   | 9,79                    |
|                            | SDLP                               | Roisin Lynch               | 2 990                   | 8,19                    |
|                            | TUV                                | Rick Cairns                | 1 908                   | 5,22                    |
|                            | Conservatori                       | Alan Dunlop                | 415                     | 1,14                    |
|                            |                                    |                            |                         |                         |
| Iscritti                   | Iscritti                           | Iscritti                   | 67 385                  | 100,00                  |
| ↳ Votanti (% su iscritti)  | ↳ Votanti (% su iscritti)          | ↳ Votanti (% su iscritti)  | 36 523                  | 54,20                   |
| ↳ Astenuti (% su iscritti) | ↳ Astenuti (% su iscritti)         | ↳ Astenuti (% su iscritti) | 30 862                  | 45,80                   |
|                            |                                    |                            |                         |                         |
|                            | Esito: collegio passa da DUP a UUP |                            |                         |                         |

| Partito                    | Partito                          | Candidato                  | Risultati 6 maggio 2010 | Risultati 6 maggio 2010 |
| Partito                    | Partito                          | Candidato                  | Voti                    | %                       |
| -------------------------- | -------------------------------- | -------------------------- | ----------------------- | ----------------------- |
|                            | DUP                              | William McCrea             | 11 536                  | 33,92                   |
|                            | UCU-NF                           | Reg Empey                  | 10 353                  | 30,44                   |
|                            | Sinn Féin                        | Mitchel McLaughlin         | 4 729                   | 13,91                   |
|                            | SDLP                             | Michelle Byrne             | 2 955                   | 8,69                    |
|                            | Alleanza                         | Alan Lawther               | 2 607                   | 7,67                    |
|                            | TUV                              | Mel Lucas                  | 1 829                   | 5,38                    |
|                            |                                  |                            |                         |                         |
| Iscritti                   | Iscritti                         | Iscritti                   | 63 096                  | 100,00                  |
| ↳ Votanti (% su iscritti)  | ↳ Votanti (% su iscritti)        | ↳ Votanti (% su iscritti)  | 34 009                  | 53,90                   |
| ↳ Astenuti (% su iscritti) | ↳ Astenuti (% su iscritti)       | ↳ Astenuti (% su iscritti) | 29 087                  | 46,10                   |
|                            |                                  |                            |                         |                         |
|                            | Esito: collegio confermato a DUP |                            |                         |                         |

### Elezioni negli anni 2000
| Partito                    | Partito                            | Candidato                  | Risultati 5 maggio 2005 | Risultati 5 maggio 2005 |
| Partito                    | Partito                            | Candidato                  | Voti                    | %                       |
| -------------------------- | ---------------------------------- | -------------------------- | ----------------------- | ----------------------- |
|                            | DUP                                | William McCrea             | 14 507                  | 38,22                   |
|                            | UUP                                | David Burnside             | 11 059                  | 29,14                   |
|                            | SDLP                               | Noreen McClelland          | 4 706                   | 12,40                   |
|                            | Sinn Féin                          | Henry Cushinan             | 4 407                   | 11,61                   |
|                            | Alleanza                           | David Ford                 | 3 278                   | 8,64                    |
|                            |                                    |                            |                         |                         |
| Iscritti                   | Iscritti                           | Iscritti                   | 66 943                  | 100,00                  |
| ↳ Votanti (% su iscritti)  | ↳ Votanti (% su iscritti)          | ↳ Votanti (% su iscritti)  | 37 957                  | 56,70                   |
| ↳ Astenuti (% su iscritti) | ↳ Astenuti (% su iscritti)         | ↳ Astenuti (% su iscritti) | 28 986                  | 43,30                   |
|                            |                                    |                            |                         |                         |
|                            | Esito: collegio passa da UUP a DUP |                            |                         |                         |

| Partito                    | Partito                          | Candidato                  | Risultati 7 giugno 2001 | Risultati 7 giugno 2001 |
| Partito                    | Partito                          | Candidato                  | Voti                    | %                       |
| -------------------------- | -------------------------------- | -------------------------- | ----------------------- | ----------------------- |
|                            | UUP                              | David Burnside             | 16 366                  | 37,06                   |
|                            | DUP                              | William McCrea             | 15 355                  | 34,77                   |
|                            | SDLP                             | Sean A. McKee              | 5 336                   | 12,08                   |
|                            | Sinn Féin                        | Martin Meehan              | 4 160                   | 9,42                    |
|                            | Alleanza                         | David Ford                 | 1 969                   | 4,46                    |
|                            | Unionisti                        | Norman Boyd                | 972                     | 2,20                    |
|                            |                                  |                            |                         |                         |
| Iscritti                   | Iscritti                         | Iscritti                   | 70 652                  | 100,00                  |
| ↳ Votanti (% su iscritti)  | ↳ Votanti (% su iscritti)        | ↳ Votanti (% su iscritti)  | 44 158                  | 62,50                   |
| ↳ Astenuti (% su iscritti) | ↳ Astenuti (% su iscritti)       | ↳ Astenuti (% su iscritti) | 26 494                  | 37,50                   |
|                            |                                  |                            |                         |                         |
|                            | Esito: collegio confermato a UUP |                            |                         |                         |

| Partito                    | Partito                            | Candidato                  | Risultati 27 aprile 2000 | Risultati 27 aprile 2000 |
| Partito                    | Partito                            | Candidato                  | Voti                     | %                        |
| -------------------------- | ---------------------------------- | -------------------------- | ------------------------ | ------------------------ |
|                            | DUP                                | William McCrea             | 11 601                   | 37,95                    |
|                            | UUP                                | David Burnside             | 10 779                   | 35,26                    |
|                            | SDLP                               | Donovan McClelland         | 3 496                    | 11,44                    |
|                            | Sinn Féin                          | Martin Meehan              | 2 611                    | 8,54                     |
|                            | Alleanza                           | David Ford                 | 2 031                    | 6,64                     |
|                            | Natural Law                        | David H. Collins           | 49                       | 0,16                     |
|                            |                                    |                            |                          |                          |
| Iscritti                   | Iscritti                           | Iscritti                   | 71 086                   | 100,00                   |
| ↳ Votanti (% su iscritti)  | ↳ Votanti (% su iscritti)          | ↳ Votanti (% su iscritti)  | 30 567                   | 43,00                    |
| ↳ Astenuti (% su iscritti) | ↳ Astenuti (% su iscritti)         | ↳ Astenuti (% su iscritti) | 40 519                   | 57,00                    |
|                            |                                    |                            |                          |                          |
|                            | Esito: collegio passa da UUP a DUP |                            |                          |                          |

## Risultati dei referendum

### Referendum sulla permanenza del Regno Unito nell'Unione europea del 2016
|  | Collegio         | Lasciare UE % | Rimanere in UE % |
|  | ---------------- | ------------- | ---------------- |
|  | South Antrim     | 50,60%        | 49,40%           |
|  | Irlanda del Nord | 44,22%        | 55,78%           |
|  | Regno Unito      | 51,89%        | 48,11%           |